# Sziládi Hajna
Sziládi Hajna (Budapest, 1993. január 12. –) magyar színésznő.

## Életpályája
Az érdi Kőrösi Csoma Sándor Általános Iskola zenetagozatos tanulója volt, közel tíz évig énekelt kórusban és zongorázott. A Madách Imre Gimnáziumban érettségizett, közben a Katona József Színház ifjúsági klubjába és az ÁSZ drámaiskolába is járt. 
Érettségi után egy évig az ELTE szabadbölcsész szakán esztétikát és művészettörténetet hallgatott. 2014-2019 között a Kaposvári Egyetem színművész szakán tanult, Eperjes Károly osztályában. 
2019-től a Szegedi Nemzeti Színház tagja.

## Fontosabb színházi szerepei
- Don Black – Ivan Menchell – Frank Wildhorn: Bonnie & Clyde... szereplő
- Székely Csaba: Mária országa... Forgách Anna, Balázs felesége
- Anton Pavlovics Csehov: Sirály... Nyina Mihajlovna Zarecsnaja, gazdag földbirtokos fiatal leánya
- Presser Gábor – Sztevanovity Dusán: A padlás... Süni
- Darvas Benedek – Pintér Béla: Parasztopera... Julika
- Gimesi – Jeli – Tasnádi – Vészits: Időfutár... Hanna
- Szirmai Albert – Bakonyi Károly – Gábor Andor: Mágnás Miska... Marcsa
- Örkény István: Tóték... Ágika
- Mihail Bulgakov: Molière, avagy az álszentek összeesküvése... Armande Béjart, színésznő
- Leonard Bernstein: West Side Story... Graziella

## Filmes és televíziós szerepei
- Trezor (2018) ...Mulatozó nő
- Post Mortem (2020) ...Juli
- Oltári történetek (2022) ...Juli
- …a szomszéd tehene (2024) ...Ügyintéző